# Emmanuel Fournier
Pour les articles homonymes, voir Fournier et Fournier (nom de famille).
Emmanuel Fournier, né le 31 mars 1959 à Albi et mort le 2 avril 2022 à Paris, est un philosophe, enseignant, poète, dessinateur et médecin français.
Il a enseigné la physiologie et l'éthique médicale à Paris, en s'appuyant sur une formation éclectique, allant de la logique et des mathématiques aux neurosciences et à l'électrophysiologie, ce qui fait de lui, selon le neuroscientifique Lionel Naccache, un « homme extraordinaire [...], auteur, penseur, soignant et enseignant polymathe » .
Il est notamment l'inventeur de la « philosophie infinitive » dans laquelle une contrainte artistique volontaire, l'absence des noms et l'utilisation des verbes essentiellement au mode infinitif, accessoirement au participe présent, crée un langage poétique original permettant selon lui de contourner les préjugés et d'élargir les manières de penser. Il inaugure cette méthode en 1992 avec Croire devoir penser et poursuit l'expérience littéraire jusqu'en 2021 avec la publication de son Tractatus infinitivo-poeticus dont le titre paraphrase non sans malice les œuvres majeures de Spinoza (son Tractatus theologico-politicus) et de Wittgenstein (son Tractatus logico-philosophicus) et dont la composition typographique constitue en elle-même un message en images. Son œuvre picturale proprement dite se caractérise par un style dépouillé, les traits esquissés à l'encre laissant souvent une grande place à l'interprétation.
À la frontière de la philosophie et des neurosciences, il explore les relations complexes entre fonctionnement cérébral et conditions d'existence. On lui doit également des travaux visant à améliorer dans la pratique courante l'utilisation de l'électromyographie, une technique d'investigation des maladies neuromusculaires, et dans le domaine de l'éthique médicale une réflexion sur l'attitude à adopter face aux patients atteints d'affections incurables parvenus en fin de vie.

## Biographie

### Jeunesse et formation
En 1968, Emmanuel Fournier entre au lycée Lapérouse d'Albi, dans le Tarn, où il est l'élève du poète et philosophe Pierre Rieucau (1924-1987) en français-latin et philosophie, et du peintre Pierre Biraben (1923-2009) en dessin. En 1973, alors âgé de quatorze ans, il se rend à Paris pour y terminer ses études secondaires. Deux ans plus tard, il entame en parallèle des études de philosophie (université Panthéon-Sorbonne, EHESS) et de dessin (ateliers de la Ville de Paris, académie de la Grande-Chaumière). À Paris I, il suit notamment les cours de Jacques Bouveresse sur Wittgenstein ; et à l'EHESS, ceux de Pierre Jacob et de François Recanati sur la philosophie du langage. Une part de son apprentissage se fait dans des traductions d'œuvres philosophiques et des transcriptions au trait d'œuvres picturales.    
Il approfondit l'étude de la logique où il effectue ses premières recherches à la fin des années 1970, et entreprend des formations complémentaires en médecine (faculté de médecine Pitié-Salpêtrière), mais aussi en mathématiques, électronique, informatique et neurosciences (université Paris VI), afin d'apprendre le fonctionnement du corps, du cerveau, de la matière, et « quelle pensée, quelle part de l'humain y relier ». Il suit en particulier les cours de neurophysiologie de Jean Scherrer et ceux de Louis Gougerot sur les modélisations comparées et les transformations mathématiques. Refusant de se plier à des formations trop normatives et préférant se consacrer à l'art et aux recherches qu'il a entamées en logique et en philosophie, il démissionne de l'internat des hôpitaux de Paris, aussitôt reçu au concours (1981), et renonce à une carrière en sciences après achèvement des cursus universitaires (1984).

### L'artiste
C'est au début des années 1980 que Fournier commence à utiliser le dessin et la photographie comme moyens d'expression. À partir de 1986, ses dessins au trait, publiés dans des livres et des séries, interrogent « la diversité des façons de porter son attention aux choses et de se les représenter ». L'invention, en 1990, de la « méthode domino » constitue, selon les mots de son éditeur Éric Pesty une « libération vis-à-vis des craintes de figer quoi que ce soit par un mode d'approche déterminé ». Il publie ces premiers dessins aux éditions Corduriès qu'il a fondées en 1989, avant de confier la suite de sa production artistique à d'autres éditeurs spécialisés.

### Le philosophe
Ses premiers essais philosophiques, dans les années 1980, se heurtent à ce qu'il conçoit comme « des difficultés de positionnement vis-à-vis des manières de poser les questions et de mener les réflexions ». Il hésite alors à leur donner la forme académique d'une thèse de philosophie. Avec l'élaboration de la « langue infinitive » en 1992, débute une série d'approches visant à « surmonter les obstacles inhérents au principe même d'une écriture en philosophie, toujours exposée à s'enfermer dans ce qu'elle dit et à se mettre ainsi en contradiction avec son projet originel (écouter, penser, faire penser, libérer, créer...) ». Il fait de la langue infinitive et de son dénuement un refuge intime pour chacun et une arme de lutte contre les préjugés et les savoirs trop définitifs ou trop généraux. Désormais ses recherches se feront en formes multiples, tentant par divers procédés, notamment en verbes non conjugués, de « laisser s'exprimer, se déployer ou se replier ce qui demande plus de retenue »[réf. souhaitée]. Il écrit et dessine à Paris, à Roscoff et à Ouessant. Ces travaux, effectués en dehors des milieux institutionnels, sont publiés en philosophie par les Éditions de l'éclat depuis 1996, et en poésie par les éditions Éric Pesty depuis 2005. Des essais de théorisation ont aussi été publiés aux éditions Contrat maint.

### Le scientifique et enseignant universitaire
Ayant acquis une solide formation universitaire multidisciplinaire, Fournier envisage ensuite l'exploration de ses domaines de compétences comme autant d'occasions de mise à l'épreuve de sa philosophie. Il enseigne d'abord la logique de 1981 à 1986, comme attaché d'enseignement à l'université Paris VI (1981-83), puis également la physiologie et l'éthique, comme assistant (1983-86), maître de conférences (1986-2009) et professeur (depuis 2009) dans la même université. Du corps physiologique à la personne morale, les sujets enseignés sont abordés comme des lieux d'interrogation, plutôt qu'en savoirs constitués. Les livres accompagnant ces travaux sont publiés aux éditions Les Belles Lettres et aux PUF. Il est notamment responsable des enseignements et du département d'éthique médicale qu'il a créés en 1993 au sein l'université Paris VI (devenue par la suite « Sorbonne Université ») où il trouve maintes occasions de mettre en application ses propres conceptions éthiques, que ce soit directement sur le terrain, aux hôpitaux de la Pitié-Salpêtrière et Charles-Foix, ou au service de divers comités, au nombre desquels ceux de lutte contre la maltraitance. Bien qu'il ait refusé d'entrer dans les carrières de médecin et de chercheur, il n'a jamais cessé de pratiquer la médecine et l'électrophysiologie dans une de leurs branches, l'électromyographie, dont il travaille à améliorer les modes d'exercice et les techniques au bénéfice des patients. En sont issus aux éditions Lavoisier des livres qui revisitent les principes et les pratiques de la discipline.
Emmanuel Fournier meurt brusquement le 2 avril 2022 à Paris d'un accident vasculaire cérébral. Une cérémonie religieuse a lieu à Paris cinq jours après en l'église Saint-Paul-Saint-Louis. Il est inhumé  au cimetière de Valence-d'Albigeois (Tarn), « fief de sa grand-mère paternelle ».

## Méthode de travail
Emmanuel Fournier a publié des ouvrages dans plusieurs domaines (philosophie, dessin, mais aussi sciences et médecine), où il étudie avec humour et poésie les moyens de surmonter les conditions formelles et matérielles de la pensée (grammaticales, sociales, cérébrales…), de les alléger et de les retourner à notre avantage, en jouant notamment sur leurs modes d'expression. En commun à ces travaux, l'hypothèse que les contraintes régissant l'existence et le réel doivent une part non négligeable de leur pouvoir aux idées et aux formes dans lesquelles nous les modelons.  
« Faut-il s'encombrer de déterminations qui limitent ou enferment plus qu'elles n'ouvrent, et qui ne sauraient représenter la seule possibilité de s'engager et de se libérer ? D'un autre côté, faut-il s'en priver dès lors qu'on peut ou bien s'en affranchir, ou bien les transformer, ou encore les aviver, par une confrontation en douceur des unes aux autres, qui souligne la valeur et les qualités propres de chacune ? »

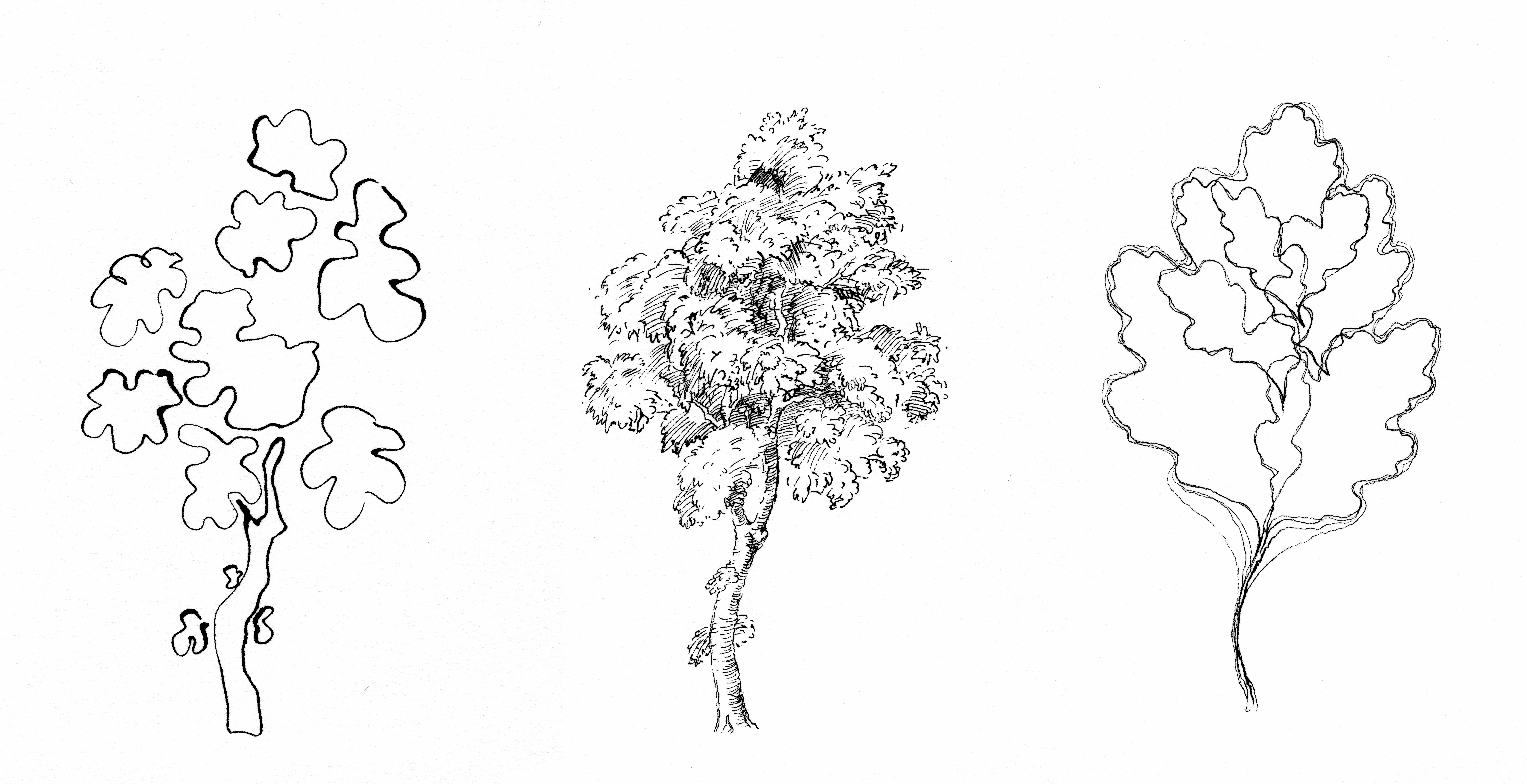
Sur la lecture, 1989, éd. Corduriès, 2007

Les différents ouvrages s'appuient sur l'essai de formes nouvelles et sur la mise en œuvre d'allègements et de déplacements visant à « désentraver les questionnements » (infinitisation, transcriptions, transpositions, variations, spatialisation en domino). Leur principe est d'expérimenter des façons de faire diverses – en entrant dans la pratique de chacune, en s'y plongeant et en y adhérant sans distance – et d'en rapprocher les fruits. L'attention portée du dedans aux matériaux, aux formes, aux styles et à leurs codes de lecture permet d'appréhender les particularités et les possibilités des différentes manières, mais aussi d'explorer les perspectives ouvertes entre elles et, ce faisant, de se donner de l'air et du champ, dans une esthétique de circulation, non sans humour et autodérision.
« Nos représentations universelles, nos constructions éternelles, nos affirmations définitives peuvent être d'autant plus joyeuses et confiantes que nous savons échapper de l'une par l'autre, circuler de l'une à l'autre, nous attacher à l'une et à l'autre, savourer chacune. Le mystère – on peut penser qu'il y en a – se trouvera bien une place dans les entre-deux. »
Les ouvrages sur la mer (36 morceaux, Mer à faire) et sur l'idée d'île (Se confier à l'île) peuvent constituer des portes de côté pour entrer dans l'œuvre. En chacun se répondent des manières différentes d'interroger un même motif, entre lesquelles le lecteur peut trouver un espace où se constituer.

## La philosophie infinitive
« Aller en verbes, sans noms, à l'infinitif, c'est laisser à autrui (laisser aux choses, se laisser) la place la plus large, la plus libre. Comme si tout était possible et restait à faire, à essayer. C'est donc aussi s'appeler à une pratique effective : à s'engager, à s'y mettre (à vivre, à être, à penser), chacun à sa manière. »   

La philosophie en verbes, ou « infinitive », est une tentative d'alléger le réel et la vie en les formulant en verbes non conjugués, sans les particulariser par les noms, pronoms et qualificatifs qui les prédéterminent habituellement dès les abords et les prémisses, et tout au long des cheminements et des analyses ensuite. La langue dépouillée, ainsi esquissée, « toute en verbes et en conjonctions », est mise en œuvre par Emmanuel Fournier pour explorer ce que les questionnements existentiels et métaphysiques doivent aux opérations des verbes entre eux (un champ ouvert et potentiellement inaccompli), mais aussi pour déjouer, dans une ironie radicale, les préjugés, les stéréotypes et les dogmatismes qui fondent leurs certitudes sur des substantifs, et pour se moquer de soi pensant. Elle permet à la fois d'étudier les règles de composition des verbes à l'origine des questionnements philosophiques, et d'expérimenter les possibilités de « non prédétermination » ou peut-être de libre inconsistance des existences.  
« Sembler ne pas pouvoir douter d'être, ne pas nécessiter d'y penser. Pourtant se croire appelé à être, se sentir tenu à y veiller, ou bien s'y laisser appeler. (…) N'étant peut-être rien encore. N'y ayant peut-être rien eu. »
La langue infinitive a été inaugurée en 1992 dans Croire devoir penser, approfondie en 2012 dans les quatre livres frères, Penser à être, à croire, à penser, à vivre, rassemblés sous le titre Philosophie infinitive ou La Comédie des verbes, puis reprise en 2021 dans les deux livres de philosophie et de poésie, Être à être et Tractatus infinitivo-poeticus. Elle relève à l'origine d'une révolte contre les déterminations et les préjugés que l'usage inscrit dans les noms et dans les pronoms. Il s'agit au fond de désamorcer ces idées préconçues (et les limitations ou discriminations morales, sociales, psychologiques ou culturelles qui les engendrent et s'en nourrissent), en s'en prenant à leurs moyens d'inscription dans la langue, pour aller voir ce qui se passe au-delà, dans l'algèbre des modes impersonnels (infinitif, mais aussi participe et gérondif), avec les moyens les plus légers possible. En demandant d'aborder la vie par les verbes, la formulation à l'infinitif conduit à s'affranchir des assises habituelles, notamment des sujets et des objets, mais aussi des croyances, illusions ou superstitions que les substantifs entretiennent, et des rôles de propagande qu'ils sont parfois chargés de tenir (« au nom du bien, de la liberté, de la justice, de l'éthique… »). En se passant des noms qui véhiculent de « trop belles assurances », en se dépouillant des conjugaisons qui restreignent les interrogations, elle déplace l'être, la pensée et les questions de vie du côté des verbes et d'une éthique en acte, « à faire » et à refaire, à composer verbe contre verbe et à pratiquer : penser, être, vivre, s'y engager sans s'arrêter à des représentations qui en parlent comme d'objets trop définis et qui figent à la fois les postures et les choses.
« S'abstenir de nommer, et déjà penser, sans plus se soucier de préciser quoi. Étreindre et embrasser, sans se limiter. Et tout raviver, et tout vivifier ! Pouvoir enfin penser sans saisir ! Penser sans avoir à posséder ! Et poursuivre sans jamais atteindre ! S'alléger ! Aller courir penser ! »

Mis en œuvre de façon réflexive et interrogative, l'infinitif devient un outil de distanciation vis-à-vis des modes de pensée usuels et un lieu d'expérimentation de modes inconnus, s'appuyant sur l'algèbre générale des verbes pour récrire à neuf les questionnements et pour relier des domaines et des questions que l'habitude de nomination sépare ou occulte. Loin de couper les questions de vie et de philosophie des personnes qui se les posent et du réel particulier où elles prennent sol, l'abstraction effectuée révèle la généralité et l'extension de ces questions en montrant qu'elles impliquent et embrassent des contextes d'emblée plus vastes : une langue sans noms permet de s'attacher sans ségrégation aux personnes et aux choses les plus diverses, et de les considérer dans leurs particularités d'autant plus librement qu'il leur est laissé de l'espace pour être. Le déplacement opéré amène à envisager d'une façon résolument différente les manières d'être, de donner sens à vivre et de faire place à autrui.
« Comment parler de, sans le faire être ? Et comment dire sans imposer ? En nommant, empêcher parfois d'être. Et déjà aussi se séparer, morceler, diviser, cloisonner. »
L'une des caractéristiques principales de la langue infinitive est de former les questions d'une façon qui ne pose pas d'emblée les êtres, les personnes et les choses (qui ne les enferme pas, qui ne les empêche pas d'être) et qui n'installe pas tout de suite la réflexion dans une solution arrêtée. L'entreprise constitue un approfondissement des critiques philosophiques et littéraires du sujet, notamment des critiques de la grammaire et de la métaphysique inaugurées par Nietzsche et Wittgenstein ou tout autrement par Foucault, Beckett ou Barthes. On peut y voir aussi une radicalisation des efforts de Heidegger et de Levinas pour accéder à la question d'« être » (au verbe), efforts embarrassés par l'usage des substantifs qui conduisent invariablement à réduire « l'être » (le nom) en « étant », en sujet, en substance ou en principe. La radicalisation consiste d'une part à mettre en pratique des critiques du sujet qui restaient théoriques (et incomplètes, voire contradictoires, en s'exprimant avec des sujets), et d'autre part à les étendre à « l'objet », aux êtres présumés. En somme, délivrer penser de ses divers assujettissements non nécessaires, en les abstrayant; s'en remettre à une langue épurée permettant de considérer autrement les contraintes. 
« Commencer par nommer, sans y penser, en parlant et sans s'en apercevoir, sans se méfier, juste pour s'aider à voir, à percevoir, à concevoir, ou même à interroger et douter. Mais aussitôt se laisser entraîner. Et déjà trop dire, préjuger déjà, disposer déjà, admettre déjà. Nommer, et se laisser faire déjà. Déjà supposer, ou plutôt poser, s'abandonner à hypostasier. »
Dans son principe, le passage par les verbes ne vise pas une réduction ontologique radicale ou une suppression de l'Être, des choses et de leur langage, mais à porter sur eux un regard dégagé des routines de lecture ordinaires et à les remettre en mouvement (Être à être, Tractatus infinitivo-poeticus). C'est avant tout une méthode pragmatique. Plutôt que d'essayer de saisir dans les noms ce qui est ou ce qu'il faut faire, il s'agit en se plaçant du côté des verbes de laisser venir (ou échapper) ce qui le peut (de même qu'un dessinateur s'en remet aux traits à tracer). Au lieu de parler de l'être ou de la vie (de « parler sur »), les infinitifs « être » et « vivre » appellent directement à être, à vivre, à s'y mettre, et les participes, « étant », « vivant », font plonger dans être et dans vivre. La langue des verbes sollicite ainsi une pensée effective : le jugement n'est pas suspendu dans une sorte d'épochè, mais engagé à se mettre sans cesse et sans fin en action, dans une vigilance constante.
« Comment pouvoir être sans y participer ? Comment accepter de se laisser conduire ? et de se laisser peut-être déterminer ! S'inquiéter de vivre sans s'y investir. Se tourmenter d'être sans en avoir été, sans avoir rien eu à faire ou à penser. » 
Le remaniement infinitif conduit à repenser les principales questions de vie en laissant une place à l'incertitude, à l'indétermination (au non-défini) ou à l'inachèvement (au non-fini), mais aussi à l'illimité (à l'in-fini), à l'inconsistance (au non-être). Penser à l'infinitif, sans nommer, n'élimine ni la diversité du réel (à différencier, dont jouir) ni notre finitude (à surmonter, dont profiter), mais y renvoie avec une autre délicatesse que celle des noms, un autre respect. Poésie ? ou encore et plus que jamais philosophie ? Cette exploration (qui se refuse aux savoirs arrêtés et où il reste toujours à faire, à chercher, à essayer) se réclame du désir commun de la philosophie et de la poésie de déchiffrer, de questionner, de résister aux réponses toutes faites, d'expérimenter les possibilités de s'échapper, de se dépasser ou de se déplacer. La « vita infinitiva » avance donc vers une « terra incognita » plutôt que sur une « tabula rasa ».
« Trop aimer pour réduire en nommant. (…) Pour avoir voulu s'épanouir, n'avoir pas voulu se limiter. Pour avoir refusé d'obéir, n'avoir pas voulu s'endoctriner. Vouloir vivre, mais pas pour brider. (…) Penser pour trouver jusqu'où aimer. Pourquoi penser devoir s'arrêter ? »
S'ensuit un travail de clarification et de composition sans précédent des motifs philosophiques : être et dire, plutôt qu'édifier une métaphysique de l'Être (Penser à être, Être à être) ; savoir, vouloir et pouvoir, plutôt qu'une doctrine de La Vérité, de La Volonté ou du Pouvoir (Penser à croire) ; chercher et libérer, plutôt qu'une théorie de La Liberté (Penser à penser) ; vivre, plutôt qu'une systématisation de La Vie (Penser à vivre). Cependant, si la méthode infinitive opère une critique radicale de la philosophie, elle  se présente avant tout comme une manière autre de philosopher, contrepoint aux philosophies qui procèdent par concepts et théories pour dire ce qui est, et qui assoient leurs contours, leurs savoirs et leurs pouvoirs sur les noms (de concepts ou d'auteurs) auxquelles elles se consacrent. Au-delà de la critique, l'implication active et effective à laquelle appelle l'infinitif fait de la pensée sans noms une remobilisation des différentes spécialités philosophiques qu'elle traverse du même appel. Ce faisant, l'exploration du continent des verbes et des pensées sans noms ouvre une interrogation particulièrement prégnante sur les rôles habituellement prêtés aux mots, notamment sur la peur qu'il n'y ait rien sans eux (« Ne rien être et ne rien atteindre (qui se nomme). »).  
« D'abord, comment se passer de nommer ? Car devoir tout de même témoigner ! Être ! Voir être ! Devoir le marquer ! — Pas question de s'enfermer après s'être libéré. Si l'infinitif constitue une critique radicale salutaire, il faut en même temps se donner la possibilité de s'en distancier. Le garder d'un dogmatisme. Rire de notre jeu de verbes devant le grand mystère présumé de ce qui est et de ce que nous sommes. Il faut une comédie des noms qui se moque de la comédie des verbes. Qu'elles se comprennent comme alliées. »
Le livre La Comédie des noms, écrit tout en noms, sans verbes, se présente comme une mise en abîme ou une parodie du projet infinitif, mais en constitue plus profondément un prolongement, permettant aux verbes de se comprendre du dehors, par les noms, et réciproquement, dans un dépouillement et une surabondance où les uns et les autres dialoguent et s'éclairent mutuellement, par contraste. Il apparaît que les noms, mis en œuvre en solo, peuvent s'affranchir des fonctions de réification qu'on leur assigne d'ordinaire, se remettre en branle et se prêter, comme les verbes, à un travail de « désessentialisation » et de libération : mettre en mouvement ce qui paraît défini, libérer des possibilités d'interrogation, rendre à chacun cette liberté en lui donnant une place non assignée.  
« Boiterie d'hypostases, borgnerie de théories, turpitude de morales, surditude de dogmatismes, clopinade d'ontologies, estropiade de conceptures… Tout un appareillage de cannes, béquilles, attelles et prothèses au service de mes évasions. Et gabegie de néologismes, et gaspillage de raisonnades ! Foin des plus belles philosophies sans ma licence et ma fantaisie ! »
Les investigations menées à l'infinitif alternent dans la bibliographie avec des études « en français » qui s'interrogent sur le sens et la portée de penser sans noms (L'infinitif des pensées, L'infinitif complément, Se confier à l'île). Là où l'infinitif cherche à dire sans rien dire qui s'achève, ces études critiques en appellent à des formes qui puissent parler de l'expérience infinitive sans en faire une théorie ou un objet figé, ni faire revenir parallèlement un sujet envahissant. Elles s'en remettent à des discours déjà constitués qu'elles déplacent de leur sujet d'origine, en tablant sur le déplacement pour laisser se dire ce qui cherche à se dire de façon non arrêtée : transpositions (Théorie des verbes : Les verbes de la désolation, de la consolation, de la jubilation, de la libération; Hommage à Michel Foucault), transcriptions à l'infinitif de pages de journal (Mer à faire) ou de textes de Descartes, Nietzsche, Wittgenstein, Heidegger, Beckett, Celan (L'infinitif des pensées, Philosophie infinitive, Être à être).   
«  Être sans l'avoir su. En s'entre-regardant. En regardant et en se laissant regarder. Sans avoir eu alors à se demander d'être. Ni même songé à réclamer être encore. S'estompant, s'effaçant, là où avoir été. Regardant s'unir et ne plus se séparer. (Transcription de Paul Celan) »
Ces recherches s'étendent du côté de la musique par un travail sur la métrique des propositions infinitives et d'autre part sur la voix susceptible de les actualiser et de leur donner chair (Parler d'aimer). Des concerts et des enregistrements en ont résulté.

## Les dessins

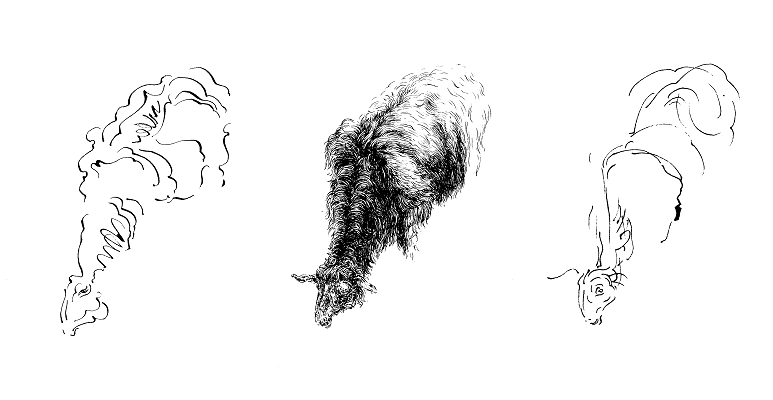
La même chose no 15, 1993, éd. Corduriès, 2007

L'utilisation du dessin au trait comme moyen d'interrogation obéit à des préoccupations semblables : alléger les langages de questionnement, dépouiller les manières, procéder par ébauches et esquisses non achevées, ouvrir des écarts entre les modes de représentation, réenvisager ce qui semble aller de soi. Les travaux d'Emmanuel Fournier sur la grammaire des traits et les langages du dessin ont précédé ceux qu'il a menés sur l'algèbre des verbes, de sorte qu'on peut considérer les seconds comme une transposition en écriture et une extension des premiers. Les recherches au trait ont donné lieu à des expositions et à une série de livres écrits en dessin (Sur la lecture, La même chose, 36 morceaux...) qui utilisent la variété des manières de dire pour interroger ce qui est (« Questionner le qui, le quoi et le pourquoi à travers le comment. »).
« Nous tentons de cerner les choses par la variété des regards que nous portons sur elles, mais cette variété les rend toujours autres et les fait échapper, en même temps qu'elle nous détache de nous-mêmes. Peut-être même, les choses ne sont-elles rien d'autre que ces espoirs opposés qui nous tiennent en activité. »
La méthode de transcription, développée à partir de 1986, est parue dans Sur la lecture en 1989. Elle consiste à mettre en regard des dessins des mêmes choses pour explorer conjointement ces « choses » (leur « être » ?) et les manières de les approcher ou de les fabriquer. Chacune se découvre par l'autre, dans la confrontation avec cette autre : « la même chose » pour un regard qui veut rassembler, « autre chose » pour qui veut explorer la diversité. Dans les premières œuvres, l'exploration ne se fait pas, comme à l'infinitif, en éludant le sujet, mais en le surjouant ou, du moins, en le jouant, en le répétant (pour interroger le sujet dessiné) et en en variant le style (pour interroger le sujet dessinant).

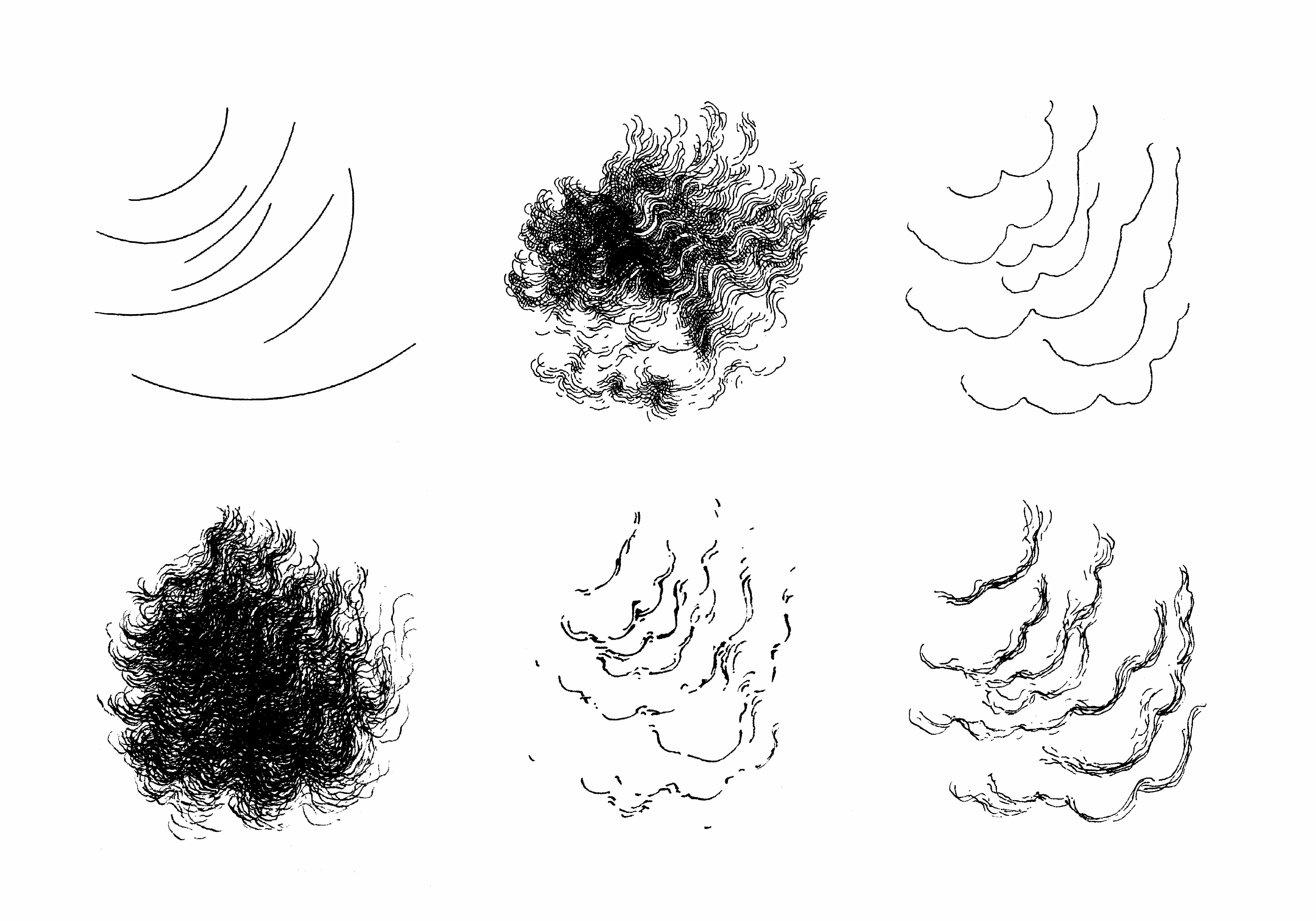
Catalogue de mers, exposition CIPM, Marseille, juin 2007 et éd. Corduriès, 2007

La question des rapports d'une chose à son être et à ses représentations s'aiguise lorsque le motif se fait plus insaisissable. Les livres suivants (36 morceaux, Catalogue de mers) tentent de relever les lignes à la surface de la mer avec divers instruments de trait (plume, crayon, compas, pinceau…). La  « chose », la chose réelle, est-elle alors dans sa partition ? dans ses interprétations ? Les tentatives d'approcher le fluide par ces transcriptions pour plusieurs instruments rapprochent le travail du « dessineur » de celui du musicien et rejoignent les tentatives pour saisir le questionnement philosophique avec des moyens aussi légers que possible (traits ou verbes). D'un motif à l'autre, d'un mode à l'autre, dessins et écrits placent la pensée dans une entreprise de déchiffrage actif où elle peut en même temps œuvrer et se voir œuvrer (faire et se voir faire).   
Dans cette perspective, dessiner au trait (notamment à la plume et à l'encre de Chine sur papier), c'est se confier à des éléments simples (les traits, les matières, les formes, les rythmes) ne pouvant porter l'illusion que tout est déjà donné, et demandant, par leur nature non déterminée, non encore chargée de signification, d'y mettre de soi, d'être là, de s'impliquer, tant dans la lecture que dans l'écriture. Le principe d'entrer dans les procédés de fabrication avec peu de moyens et de se mettre à distance des styles, des déterminations et des représentations incite à une réappropriation du monde et de la vie (ou plutôt d'être et de vivre) en se plaçant à leur égard dans un rapport d'ouverture et d'implication.

## Méthode et espace domino
Les explorations conduites en dessin et en écriture s'appuient sur la « méthode domino », une nouvelle méthode de composition des œuvres et d'appréhension de l'espace, proposée en 1990 (Diptyc'Domino, L'Espace Domino). En s'inscrivant dans un double, comme une part de domino, chaque ébauche – en même temps qu'elle affiche sa particularité et sa contingence – en appelle à d'autres qui la complètent, la contredisent ou la varient. L'œuvre se crée dans un espace de juxtapositions et de confrontations où elle peut se déployer en multiples dimensions, comme autant de numéros de domino, et faire travailler les tensions entre ses tentations contraires sans chercher à les résorber ou à les estomper. Procédé de variation et d'extension plutôt que principe d'unification, la spatialisation en domino permet de prendre en compte différentes perspectives et de remettre en mouvement ce qui, s'étant constitué, risque de se figer.  

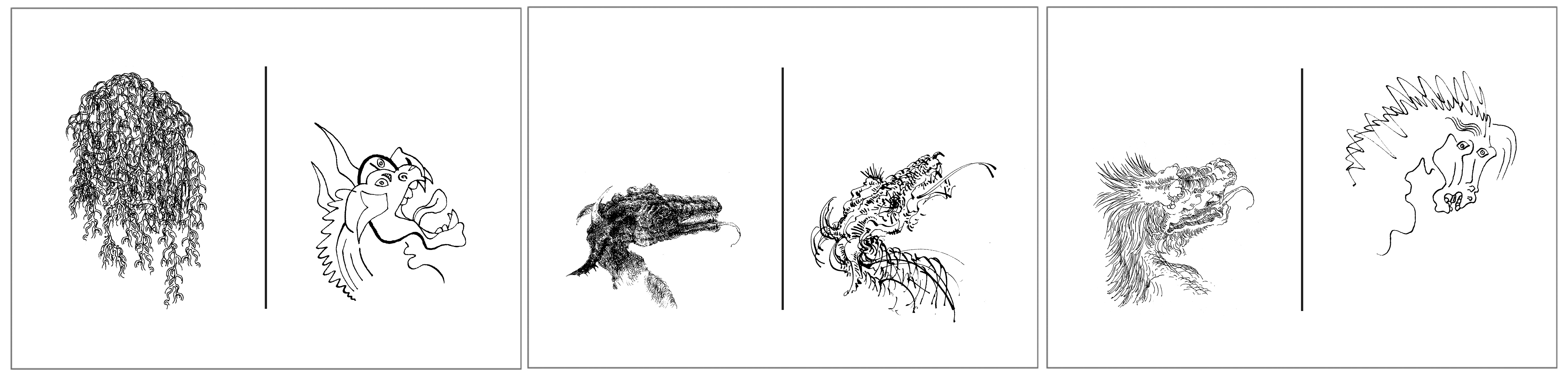
Diptyc'Domino - Le dessineur luttant contre le dragon (extrait de 3 dominos), 1990, éd. Corduriès, 2007

La forme globale de l'œuvre d'Emmanuel Fournier expérimente elle-même la méthode domino. Fragments à assembler, les ouvrages successifs s'associent en dominos (livres en diptyques, en deux volumes, en deux langues ou à deux voix) qui se répondent ou s'opposent, à la recherche de marges de manœuvre et d'espaces de circulation dans les entre-deux, les dédoublements, les déplacements et les rapprochements. Il en résulte une bibliographie mobile qui se compose et se recompose sans cesse, en interrogeant la question de son inachèvement. 

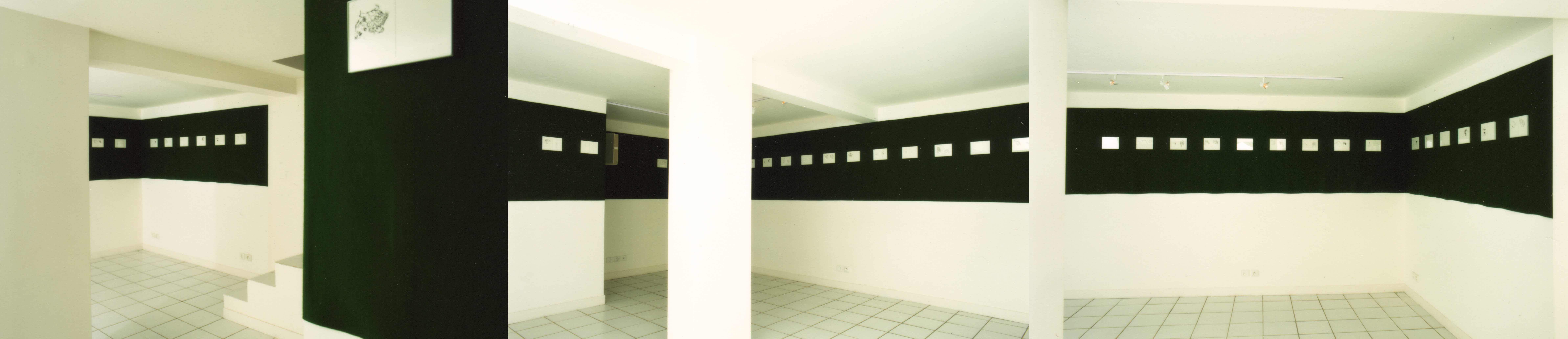
Exposition Diptyc'Domino, chez Françoise Acat, Paris, juin 1990

Complémentaire de la méthode infinitive et des transpositions-transcriptions, la méthode domino est aussi une manière d'appréhender la vie (et notamment de sortir d'une position exclusive, en y intégrant d'autres positions possibles). Elle peut servir de mode de compréhension et de déploiement des ressources personnelles et sociales opposées de chacun.
« Accueillir par des dédoublements et des appariements les accidents qui nous surprennent et les élans qui nous traversent; s'en saisir, les varier, les distribuer, les opposer, leur donner des sens pluriels et non arrêtés, les rendre actifs, vivants, féconds. »

## Relations entre cerveau et pensée

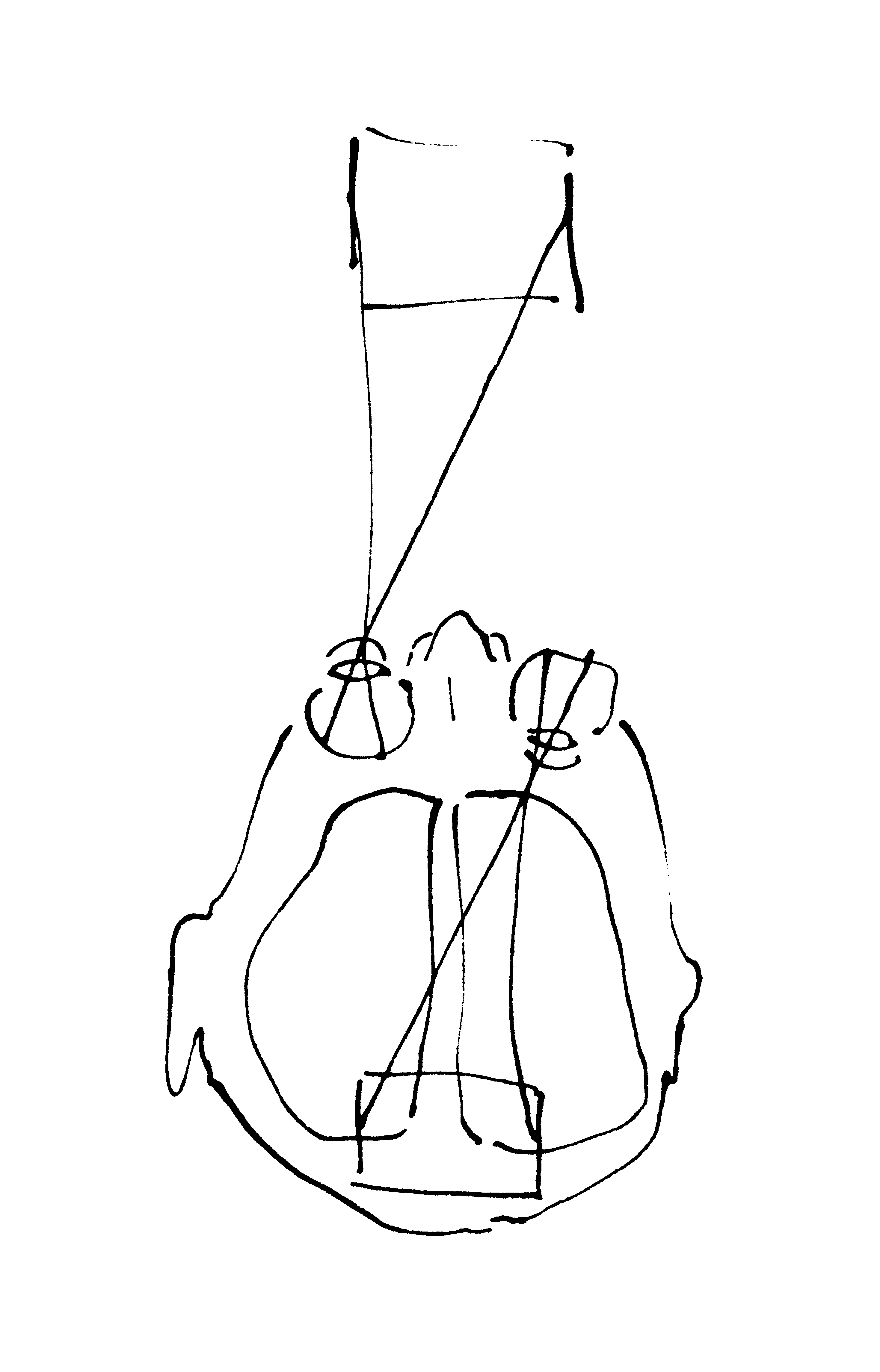
Questions de points de vue, n° 2 : se regarder regarder, 1990, in : Creuser la cervelle, puf, 2012

Les travaux sur le langage neuroscientifique et sur le rôle donné au cerveau prolongent l'étude des conditions grammaticales de la pensée du côté de ses conditions cérébrales. Ils constituent une critique de notre propension actuelle à nous « encerveler » et à penser nos vies en termes cérébraux. Le souci de ces travaux est de ne pas laisser « l'organe de la pensée » penser, s'émouvoir, douter, aimer… à notre place (de même que la langue infinitive vise à ne pas laisser les mots parler à notre place). Ils s'interrogent avec une douce ironie sur la solidité des fondements et des repères que nous cherchons dans les replis du cerveau (Creuser la cervelle, 2012) et, avec une ironie plus incisive, sur la croyance que nous devrions laisser les neurosciences nous déterminer à leur idée et nous dire comment nous comporter (Insouciances du cerveau, 2016). 
« Si le cerveau abrite toutes nos pensées, s'il faut lui reconnaître la capacité d'avoir engendré toutes sortes d'idées, les plus folles comme les plus sages, il faut le tenir pour responsable de toutes nos théories et idéologies, de toutes nos obéissances et impertinences. Mais alors, qu'on n'aille pas chercher dans son étude des preuves qu'une manière de penser vaut mieux qu'une autre. »
Il ne faut donc pas attendre des neurosciences qu'elles nous apprennent ce que nous sommes ou ce que nous aurions à faire, mais plus modestement qu'elles révèlent les conditions cérébrales nécessaires à cela. Dès lors, le cerveau apparaît d'une part comme un mode d'accès matériel à nous-mêmes, via les possibilités techniques de nous modifier et de nous traiter, dont il donne l'espoir, mais aussi et surtout comme un moyen symbolique de nous représenter, via les images que nous fabriquons de lui – notamment par les techniques d'IRM cérébrale fonctionnelle. L'analyse montre que nous nous servons du cerveau avant tout comme d'un double de nous-mêmes, pour une part imaginaire, un prête-nom derrière lequel nous nous cachons, à la fois excuse, alibi et tremplin de nos pensées, allégué comme responsable de nos actes, que ce soit pour justifier nos soumissions ou pour dynamiser nos vies. 
« Le cerveau, comme les noms, vaut s'il nous libère et nous grandit – ou s'il nous fait rire de nos illusions –, pas s'il nous rapetisse et nous referme sur une représentation arbitraire et étriquée de nous-mêmes ; pas s'il n'est pour nous qu'une nouvelle occasion de nous asservir et de nous tenir captifs de nos savoirs, myopes ou irréfléchis. » 
L'écriture critique des livres sur le cerveau d'Emmanuel Fournier consiste à révéler la « neurolangue » qui s'insinue en nous, en lui opposant d'autres manières de dire et de représenter, et en jouant sur des transpositions. 
« Les langues sont des sortes de lieux qui nous font sortir de notre lieu ordinaire et qui nous font penser autrement. Nous sommes en quête de celles qui sauront nous dédoubler (…). La langue neuroscientifique est un de ces lieux possibles pour nous, entre d'autres lieux et d'autres langues. »
Partant d'une insouciance « écervelée », qui consisterait à s'en remettre innocemment au nouvel ordre cérébral et aux neurodiscours qui structurent celui-ci, le travail sur les langages porte à une tout autre insouciance, qui en appelle à explorer les libertés ou les distances à prendre avec l'idée de cerveau, à côté des libertés à gagner grâce à elle.

## Applications en neurophysiologie et éthique médicale
Les travaux sur les relations de la technique à ce qu'elle révèle se sont traduits en médecine par des recherches de neurophysiologie clinique sur la pratique de l'examen électromyographique (EMG), et sur les façons d'accorder leur point de vue à ceux des patients. Comment mettre en forme des signes « artificiels » qui fassent voir et comprendre la réalité ? Comment rendre une technique à la fois plus parlante, plus légère et indolore ? Comment l'adapter à un patient particulier et la lui rendre éclairante ? Comment en faire une occasion de rencontre et de dialogue avec celui-ci ? Les recherches d'Emmanuel Fournier sur ces questions sont à l'origine de méthodes nouvelles dans le domaine, et ont constitué une occasion de mettre en question et en forme un champ de savoir livré jusque-là aux querelles d'écoles et aux recettes empiriques.  

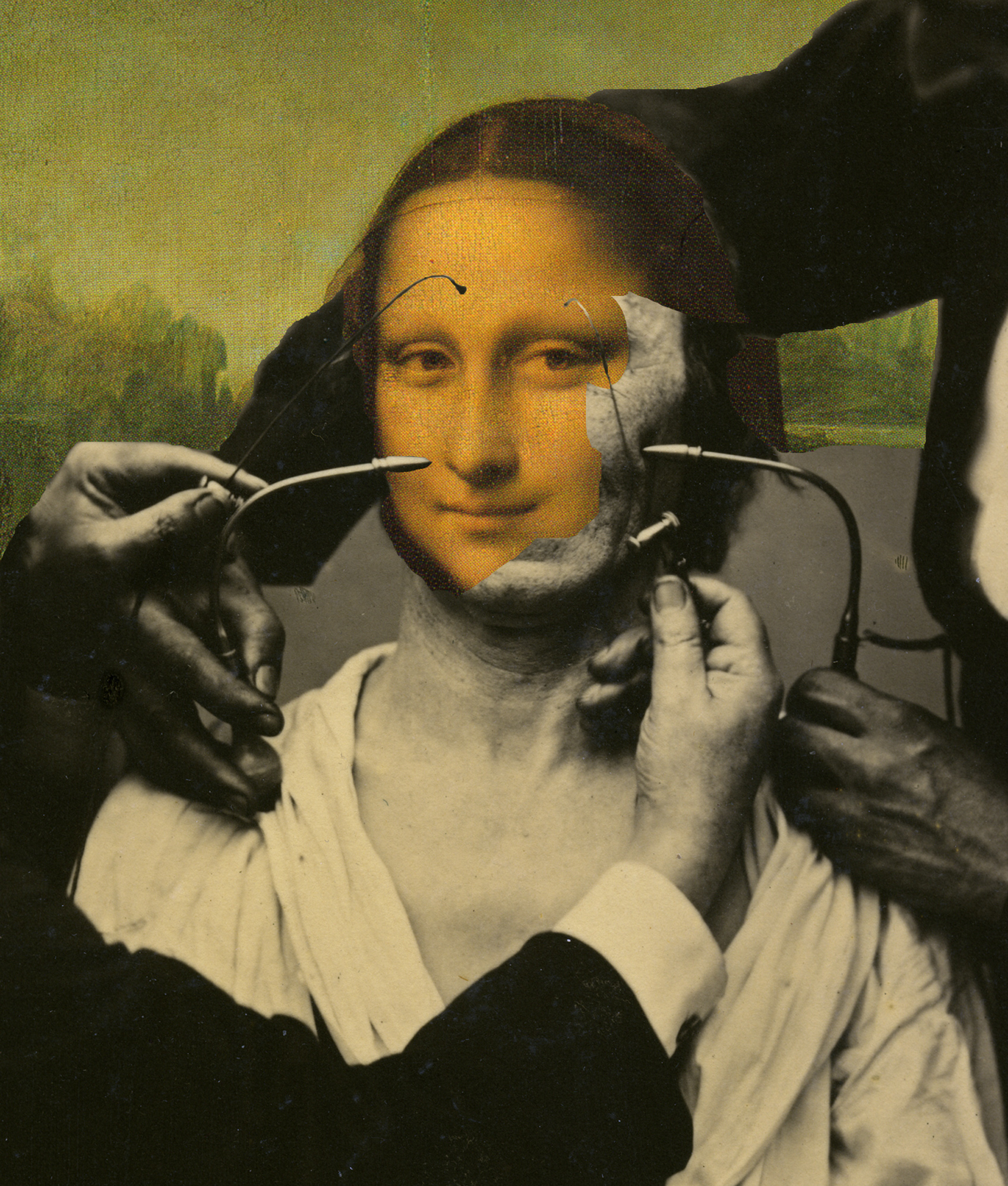
Greffe de visage Duchenne-Vinci, E Fournier, collage d'images, 2009, In La fabrique du visage, 2010

La mise en perspective systématique des troubles ressentis par les patients et des représentations physiopathologiques qui peuvent en être données a permis de donner des fondements aux techniques, de les conceptualiser, mais aussi d'en améliorer les conditions de réalisation pratique et de mener une lutte incessante pour rendre celles-ci indolores, sans nuire, au contraire, à la qualité technique de l'examen et à ses performances diagnostiques. Ces travaux ont été publiés dans des livres qui effectuent un travail de rationalisation et de simplification des pratiques, et en même temps de redéfinition de la place de la technique comme moyen d'échange et de rapport humain, dont les personnes constituent le lieu de sens.
D'un autre côté, la pensée de l'indéterminé et de l'inachevé et les interrogations sur la transcription se sont poursuivies par des travaux sur les questions d'identité posées par les greffes (médicales, végétales ou littéraires : « Qui sommes-nous ? Quelle sorte d'identité ont les êtres et les choses pour accepter de se greffer ? ») et d'autre part sur les questions de dénomination dans les situations de fin de vie. La confrontation de paroles de malades mourants (Dire mourir) à celles de médecins de soins palliatifs (Les mots des derniers soins) a conduit à réviser la place donnée à « l'autre » et à proposer la notion de « médecine de l'incurable » afin de repenser la mission de soin de la médecine à l'égard de ceux qui sont atteints de maladies chroniques, inguérissables ou inachevables.

## Œuvres

### Expositions

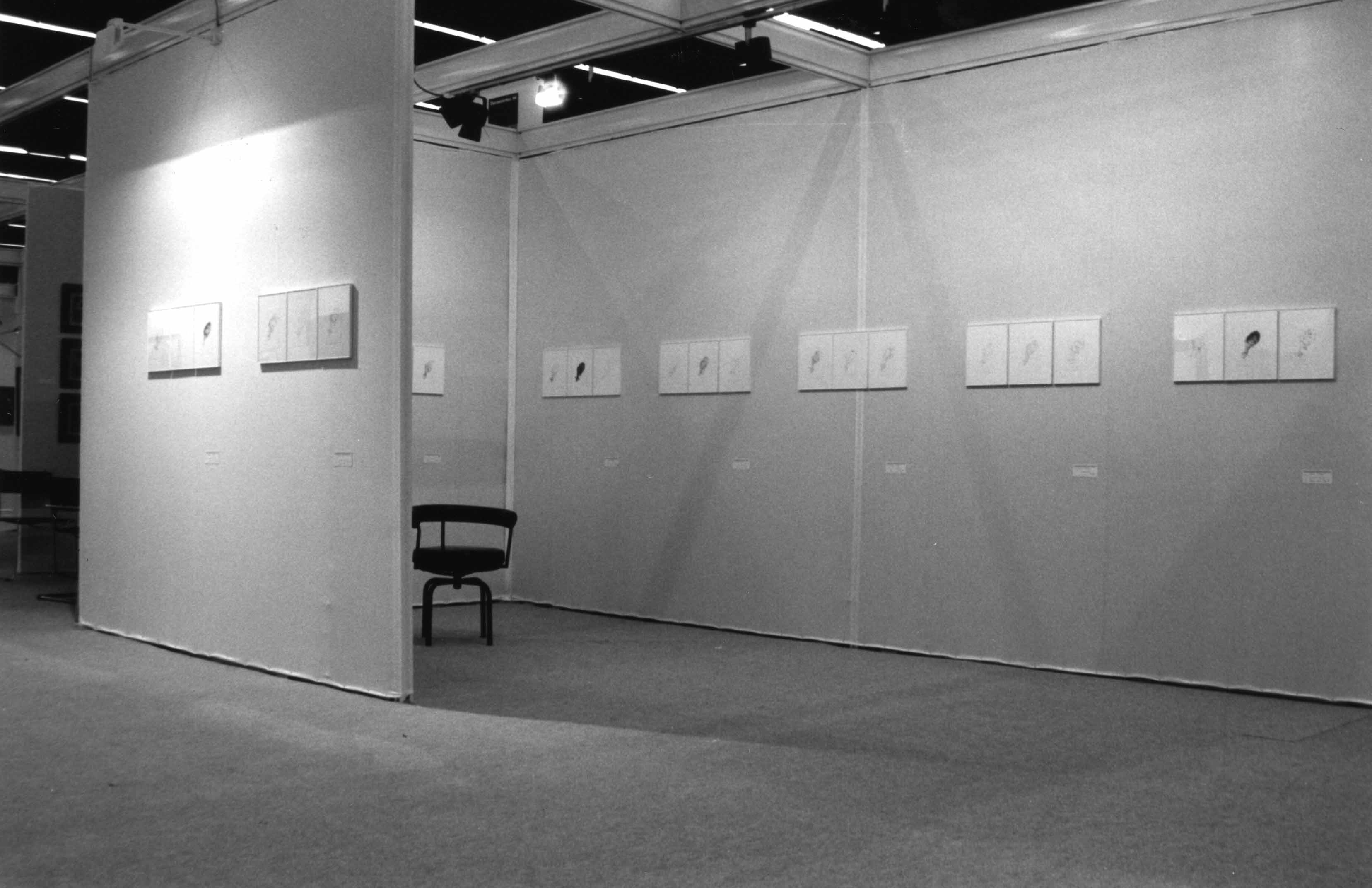
Exposition La même chose, Salon Découvertes, Paris, mars 1994

- Diptyc'Domino, chez Françoise Acat, Paris, 1990
- La charogne, FIAC, Paris, 1993
- La même chose, salon Découvertes, Paris, 1994
- Le dessineur luttant contre le dragon, FIAC, Paris, 1994
- 36 morceaux (transcriptions pour trois instruments), Galerie Pierre Colt, Nice, 1995
- Catalogue de mers, cipM (Centre international de poésie Marseille), Marseille, 2007

### Livres de dessin ou sur le dessin
- Journal de la Grande Chaumière, en 4 livres, 1986-1988
- Incarnations et repentirs, 1989

Questions au trait :
- Sur la lecture, Éditions Corduriès, 1re éd. 1989, 2e éd. 2007
- Diptyc'Domino, Éditions Corduriès, 1re éd. 1990, 2e éd. 2007

- Dessins d'identité, Éditions Corduriès, 1re éd. 1992, 2e éd. Éditions Sauramps , 2007
- La même chose, Éditions Corduriès, 1re éd. 1993, 2e éd. 2007

- Catalogue de mers, Éditions Corduriès, 1994, 2e éd. 2007
- Six comptes rendus, 1992-95, 1re éd. Revue Saxifrage, 2e éd. Éditions Corduriès, 2007

Dénuer Dessiner Désirer :
- 36 morceaux (Livre I, 1995), Éditions Éric Pesty, 2005

- Mer à faire (Livre II, 2004), Éditions Éric Pesty, 2005

La méthode domino : 
- L'espace Domino (Livre I, 1990), Éditions Contrat maint, 2006
- Méthodes pour échapper à l'analogie (Livre II, 1990), Éditions Contrat maint, 2006

### Livres de philosophie
Vita infinitiva :
- Croire devoir penser, 1992, Éditions de l'éclat, 1996
- L'infinitif des pensées, comprenant Les carnets d'Ouessant, Éditions de l'éclat, 2000
- L'infinitif complément, 2000, Éditions Éric Pesty, 2008
- Infinis terrae, incluant Dessins d'identité (2e éd.), Éditions Sauramps, 2007

S'encerveler, s'écerveler :
- Creuser la cervelle, Variations sur l'idée de cerveau, 2010, PUF, 2012. Présentation en ligne
- Insouciances du cerveau, précédé de Lettre aux écervelés, 2016, Éditions de l'éclat, 2018

Philosophie infinitive ou La Comédie des verbes, en 4 livres :
- Penser à être, 2012, Éditions de l'éclat, 2014
- Penser à croire, 2012, Éditions de l'éclat, 2014
- Penser à penser, 2013, Éditions de l'éclat, 2014
- Penser à vivre, 2013, Éditions de l'éclat, 2014
- Philosophie infinitive (regroupant en un volume les quatre volumes supra), Editions de l'éclat, L'éclat/poche, 2018

Par noms et par verbes :
- La Comédie des noms, Un carnet de Venise, 2014, Éditions Éric Pesty, 2016
- Tractatus infinitivo-poeticus, 2017, Éditions Éric Pesty, 2021
- Être à être, 2019, précédé de Lettre aux inexistants, Éditions de l'éclat, 2021
- Théorie des verbes en deux diptyques : Les verbes de la désolation (Livre I, 2003) et de la consolation (Livre II, 2006), Éditions Contrat maint, 2012; Les verbes de la jubilation (Livre III, 2016) et de la libération (Supplément, 2019), Éditions Héros-Limite, L'Ours blanc, 2021

### Œuvres à deux voix
- Parler d'aimer, chants d'Ouessant, textes : Emmanuel Fournier, 2004 :
  - 1re interprétation : Marianne Arzel et sa chorale, sur des airs gallois, CD Gallois2/1, 2005
  - 2e interprétation et musique : Malik Richeux, 2015
- Les mots des derniers soins (Livre à deux voix avec Jean-Christophe Mino) incluant Dire mourir, Éditions Les Belles Lettres, 2008, Prix d'Éthique médicale Maurice Rapin
- Se confier à l'île (Livre à deux voix avec Françoise Péron), 2013, Éditions Locus Solus, 2015, Prix du livre insulaire du Salon du livre insulaire de Ouessant[36]

### Contributions à des ouvrages
Comptes rendus d'exposition en dessin :
- Picasso et les choses ou Le trait et l'objet, In : Saxifrage vol. 1, 1992
- Yves Klein, Monet, Fragonard ou Le trait et le regard, In : Saxifrage vol. 2, 1993
- Copier Créer. De Turner à Picasso ou Le trait et l'expression, In : Saxifrage vol. 3, 1993
- De Cézanne à Matisse ou Le trait et la forme, In : Saxifrage vol. 3, 1994
- Mondrian, Sol LeWitt, Rembrandt ou Le trait et la lumière, In : Saxifrage vol. 4, 1994
- Nicolas Poussin ou Le trait et la couleur, In : Saxifrage vol. 5, 1995

Études de philosophie :
- Introduction à la logique, Université Paris VI, 1981
- Croire devoir penser (extraits). In : Saxifrage vol. 4, 1994
- Chercher-à-vériter, en un seul verbe, 1997. In : Poésie & Philosophie, Éditions du cipM et Éditions Farrago, 2000
- L'infinitif complément. In : Mélanges pour Jacques Roubaud, Éditions Langues'O (INALCO), 2001
- Onze conclusions & Les verbes de la désolation. In : Issue vol. 3, 2003
- Dessiner ou écrire. In : Le Cahier du Refuge, no 157, Éditions du cipM, 2007
- Une identité à façonner. In : La fabrique du visage (dir. F. Delaporte, E. Fournier et B. Devauchelle), Brepols Publishers, 2010
- Philosophie infinitive, mode d'emploi, lyber-eclat.net, 2014

- Agir et résister, infinitivement. In : Le Cahier du Refuge, no 238, Éditions du cipM, 2015

- Greffes d'idées, greffes de rien ? In : Transplanter (dir. F. Delaporte, B. Devauchelle et E. Fournier), Éditions Hermann, 2015
- Fatiguer. In : Dictionnaire de la fatigue (dir. Ph. Zawieja), Éditions Droz, 2016
- Savoir être. In : Le Journal des Laboratoires/Mosaïque des Lexiques, cahier N, 2020
- Philosophie ou poésie ? lyber-eclat.net, 2021
- Collage de morceaux préparés, revue-loursblanc.org, 2021

Études sur le cerveau :
- Conscience, Réflexes, Électrochocs... : Six articles du Dictionnaire de la pensée médicale (dir. D. Lecourt), PUF, 2004
- Notre nouvel alibi, le cerveau. Postface de : Neurosciences et société (dir. B. Chamak et B. Moutaud), Armand Colin, 2014
- Insouciances, mode d'emploi, lyber-eclat.net, 2018
- La technique qui donne confiance. L'exemple de l'imagerie cérébrale. In : Renaissance de la clinique (dir. M. Corteel), Multitudes, no 75, été 2019

### Directions d'ouvrages
- Le Double (Livre I, 1981, avec Pierre Rieucau, sous le pseudonyme Pierre Ajonc), Éditions Contrat maint, 2008
- Double deux (Livre II, 1981, avec Pierre Rieucau, sous le pseudonyme Pierre Ajonc), Éditions Contrat maint, 2016
- La fabrique du visage. De la physiognomonie antique à la première greffe (avec François Delaporte et Bernard Devauchelle), Brepols Publishers, 2010
- Transplanter, Une approche transdisciplinaire : art, médecine, histoire et biologie (avec François Delaporte et Bernard Devauchelle), Éditions Hermann, 2015

### Textes de médecine et de sciences
Éthique médicale :
- Introduction à l'éthique médicale, Université Paris VI, 1993, 2e éd. 2015, 3e éd. Sorbonne Université, 2020

- Le visage appartient à celui qui le reçoit, L'Humanité, 20 octobre 2007
- Pour une médecine de l'incurable (avec J.-C. Mino et M.-O. Frattini), Le Monde, 26 juillet 2012. 2e éd. In : Prendre soin, Éditions Études, 2020
- Nietzsche ou Savoir se garder de compatir. In : Le soin. Approches contemporaines (dir. C. Lefève, J.-C. Mino, N. Zaccaï-Reyners), PUF, 2016
- Comment mener un examen électrique sans douleur. In : ENMG 2018, Éditions de Boeck, 2018
- Bientraitance : une tentation équivoque de l'éthique, La Santé en action, 2020

Physiologie :
- Introduction à l'étude du corps, Université Paris VI, 1995
- La pathologie revisitée par les canaux. Conférence à l'Académie de Médecine, 4 février 2014, Bulletin de l'Académie nationale de Médecine, 2014

Électromyographie : 1re et 2e éd. en deux livres Examen électromyographique et Atlas d'électromyographie (Éditions E.M.Inter-Lavoisier), 3e éd. en 4 livres, 4e éd. en un abrégé Manuel d'électromyographie, Éditions Lavoisier, 2021 :
- L'électromyographie sans douleur, Éditions Lavoisier, 1998, 2008, 2014
- Sémiologie électromyographique élémentaire, Éditions Lavoisier, 1998, 2008, 2013
- Atlas d'électromyographie, Éditions Lavoisier, 2000, 2013
- Syndromes électromyographiques, Éditions Lavoisier, 1998, 2008, 2013

### Préfaces, hommages
- Quoi de commun… ? Préface de Figures de la Médecine, François Delaporte, Éditions du Cerf, 2009
- Hommage à Jean Scherrer : Histoire de la Physiologie à La Pitié-Salpêtrière de Duchenne de Boulogne au Pr Jean Scherrer, Conférence pour les « 400 ans de La Pitié », 16 octobre 2012
- L'invisible pensée visible. Hommage à Michel Foucault, Conférence pour « Naissance de la clinique : cinquante ans après », 1er juin 2013
- Lettre/Lettre. Hommage à Pierre Rieucau, Éditions Contrat maint, 2016
- Pourquoi ouvrir… ? Préface de Anatomie des passions, François Delaporte, Éditions Hermann, 2016
- Innover peut-il s'interdire de transgresser ?, Conférence à l'Académie de Chirurgie, Hommage à Jean-Michel Dubernard, 8 septembre 2021